# بخش سوآلالا
بخش سوآلالا (به لاتین: Soalala District) یک منطقهٔ مسکونی در ماداگاسکار است که در بوئنی واقع شده‌است. بخش سوآلالا ۶٬۵۷۸ کیلومتر مربع مساحت و ۲۷٬۴۳۴ نفر جمعیت دارد.